# 科尔泰诺瓦 (莱科省)
科尔泰诺瓦（義大利語：Cortenova），是意大利莱科省的一个市镇。总面积11平方公里，人口1301人，人口密度118.3人/平方公里（2009年）。国家统计（ISTAT）代码为097025。